# Mettler, California
Mettler, California (енгл. Mettler) насељено је место без административног статуса у америчкој савезној држави Калифорнија.

## Демографија
По попису из 2010. године број становника је 136, што је 21 (-13,4%) становника мање него 2000. године.
| Група             | 2000.       | 2010.       |
| Белци             | 24 (15,3%)  | 23 (16,9%)  |
| Афроамериканци    | 0 (0,0%)    | 0 (0,0%)    |
| Азијати           | 0 (0,0%)    | 0 (0,0%)    |
| Хиспаноамериканци | 133 (84,7%) | 109 (80,1%) |
| Укупно            | 157         | 136         |